# Evergestis dusmeti
Evergestis dusmeti là một loài bướm đêm trong họ Crambidae.